# 52nd Street (album)
Pour les articles homonymes, voir 52nd Street.
Albums de Billy Joel
The Stranger
(1977) Glass Houses
(1980)
Singles
1. My Life
Sortie : 28 octobre 1978
2. Big Shot
Sortie : 1979
3. Honesty
Sortie : 1979
4. Until the Night
Sortie : mars 1979

52nd Street est le sixième album studio de Billy Joel, sorti en octobre 1978. Il a remporté un Grammy Award de l'album de l'année.
En 1982, 52nd Street est le premier album à sortir sur disque compact de Sony Corporation. Il était d'ailleurs offert avec les toutes premières platines CD à avoir été commercialisées, vendues au Japon à partir du 1er octobre 1982.

## Liste des chansons
Toutes les chansons sont écrites par Billy Joel.
| No | Titre            | Durée |
| -- | ---------------- | ----- |
| 1. | Big Shot         | 4:03  |
| 2. | Honesty          | 3:56  |
| 3. | My Life          | 4:44  |
| 4. | Zanzibar         | 5:13  |
| 5. | Stiletto         | 4:42  |
| 6. | Rosalinda's Eyes | 4:41  |
| 7. | Half a Mile Away | 4:08  |
| 8. | Until the Night  | 6:35  |
| 9. | 52nd Street      | 2:27  |

## Personnel
- Billy Joel – piano, chant
- Steve Khan – guitares
- Doug Stegmeyer – basse, chant
- Liberty DeVitto – batterie
- Richie Cannata – saxophones, orgue, clarinette

## Certifications
| Pays                    | Certification | Unités certifiées |
| ----------------------- | ------------- | ----------------- |
| Australie (ARIA)        | 2 × Platine   | 200 000           |
| Canada (Music Canada)   | 5 × Platine   | 500 000           |
| États-Unis (RIAA)       | 7 × Platine   | 7 000 000         |
| France (SNEP)           | Or            | 100 000           |
| Nouvelle-Zélande (RMNZ) | Platine       | 15 000            |
| Royaume-Uni (BPI)       | Or            | 100 000           |